# Ombrée-d’Anjou
Ombrée-d’Anjou – gmina we Francji, w regionie Kraj Loary, w departamencie Maine i Loara. W 2013 roku liczba ludności wynosiła 9176 mieszkańców.
Gmina została utworzona 15 grudnia 2016 roku z połączenia 10 ówczesnych gmin: La Chapelle-Hullin, Chazé-Henry, Combrée, Grugé-l’Hôpital, Noëllet, Pouancé, La Prévière, Saint-Michel-et-Chanveaux, Le Tremblay oraz Vergonnes. Siedzibą gminy została miejscowość Pouancé.